# Ischnocampa nubilosa
Ischnocampa nubilosa là một loài bướm đêm thuộc phân họ Arctiinae, họ Erebidae.